# Wiaczesław Dobrynin

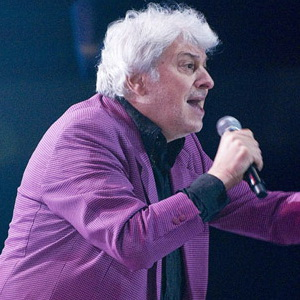
Wiaczesław Dobrynin

Wiaczesław Dobrynin (ros. Вячеслав Григорьевич Добрынин; ur. 25 stycznia 1946 w Moskwie zm. 1 października 2024 tamże) – rosyjski piosenkarz i kompozytor pochodzenia ormiańskiego.
Jego prawdziwe nazwisko to Wiaczesław Gałustowicz Petrosian (Вячеслав Галустович Петросян). Używał także pseudnonimu Antonow (Антонов), jednak gdy jego osoba stała się szerzej znana, przyjął on pseudonim artystyczny Dobrynin, by nie być mylonym z innym znanym piosenkarzem rosyjskim Jurijem Antonowem.
W 1970 ukończył studia na wydziale historycznym Uniwersytetu Moskiewskiego ze specjalnością „teoria i historia sztuki”. Zadebiutował jeszcze jako student w 1968 w zespole „Wiesiołyje Riebiata” (Веселые ребята). Od 1970 był gitarzystą w orkiestrze Olega Lundstrema. W latach 70. występował w wielu zespołach, w tym w „Samocwietach” (ВИА „Самоцветы”).
Pod koniec lat 70. poświęcił się komponowaniu. Współpracował z wieloma autorami tekstów. Największą liczbę piosenek (ponad 100) skomponował do słów Leonida Derbieniewa. W szczególności były to takie przeboje jak „Ziemia rodzinna” (Родная земля), „Wszystko co mam w życiu” (Все, что в жизни есть у меня), „Kto ci powiedział” (Кто тебе сказал), „Ani minuty spokoju” (Ни минуты покоя), „Gdzie byłaś” (Где же ты была) i „Żegnaj” (Прощай) z 1977.
Od 1986 wykonywał swoje piosenki samodzielnie. Zadebiutował jako solista wykonaniem własnego utworu „Ratownik” (Спасатель).
Łącznie Dobrynin skomponował ponad 1000 piosenek. W 1996 uzyskał tytuł Ludowego Artysty Rosji. Jego piosenki nagradzano m.in. na festiwalach w Jurmale, Jałcie i na Festiwalu Piosenki Radzieckiej w Zielonej Górze.
Piosenki Dobrynina wykonywali i wykonują m.in. tacy znani artyści rosyjscy jak Ałła Pugaczowa, Lew Leszczenko i Josif Kabzon.